# 雅瓦 (阿拉巴馬州)
雅瓦（英語：Java）是一個位於美國阿拉巴馬州科菲縣的非建制地區。該地的面積和人口皆未知。

## 地理
雅瓦的座標為31°33′29″N 85°50′38″W / 31.55805°N 85.84388°W，而該地最高點為海拔高度90米（即295英尺）。